# Costa de Leopoldo y Astrid
|  |

La costa de Leopoldo y Astrid (en inglés, Leopold and Astrid Coast) es una porción de la Antártida Oriental que se extiende desde el extremo occidental de la barrera de hielo Oeste a los 81° 24' Este, límite con la costa de Ingrid Christensen, hasta el cabo Penck (66°43′S 87°43′E / -66.717, 87.717), límite con la Tierra del Emperador Guillermo II. El mar que baña la costa de Leopoldo y Astrid es denominado mar de Davis.
De acuerdo a la nomenclatura de Australia la costa del Rey Leopoldo y la Reina Astrid (en inglés, King Leopold And Queen Astrid Coast) es la parte oriental de la Tierra de la Princesa Elizabeth y comprende el sector desde los 81° Este hasta el cabo Penck. Para Australia el sector entre los 81° Este y el extremo occidental de la barrera de hielo Oeste a los 81° 24' Este forma parte de la costa del Rey Leopoldo y la Reina Astrid. Aunque el área es reclamada por Australia como parte del Territorio Antártico Australiano, está sujeta a las restricciones establecidas por el Tratado Antártico.
Esta costa fue descubierta y explorada por el avión del barco ballenero noruego Thorshavn el 17 de enero de 1934, tripulado por el teniente Alf Gunnestad y el capitán Nils Larsen. El propietario del barco, Lars Christensen, le dio nombre a la costa en homenaje al rey Leopoldo III y a la reina Astrid de Bélgica.